# Formes d'entreprise d'assurance en France
 (juillet 2021).
La mise en forme du texte ne suit pas les recommandations de Wikipédia : il faut le « wikifier ».
Les points d'amélioration suivants sont les cas les plus fréquents :
- Les titres sont pré-formatés par le logiciel. Ils ne sont ni en capitales, ni en gras.
- Le texte ne doit pas être écrit en capitales (les noms de famille non plus), ni en gras, ni en italique, ni en « petit »…
- Le gras n'est utilisé que pour surligner le titre de l'article dans l'introduction, une seule fois.
- L'italique est rarement utilisé : mots en langue étrangère, titres d'œuvres, noms de bateaux, etc.
- Les citations ne sont pas en italique mais en corps de texte normal. Elles sont entourées par des guillemets français : « et ».
- Les listes à puces sont à éviter, des paragraphes rédigés étant largement préférés. Les tableaux sont à réserver à la présentation de données structurées (résultats, etc.).
- Les appels de note de bas de page (petits chiffres en exposant, introduits par l'outil «  Source ») sont à placer entre la fin de phrase et le point final[comme ça].
- Les liens internes (vers d'autres articles de Wikipédia) sont à choisir avec parcimonie. Créez des liens vers des articles approfondissant le sujet. Les termes génériques sans rapport avec le sujet sont à éviter, ainsi que les répétitions de liens vers un même terme.
- Les liens externes sont à placer uniquement dans une section « Liens externes », à la fin de l'article. Ces liens sont à choisir avec parcimonie suivant les règles définies. Si un lien sert de source à l'article, son insertion dans le texte est à faire par les notes de bas de page.
- La présentation des références doit suivre les conventions bibliographiques. Il est recommandé d'utiliser les modèles {{Ouvrage}}, {{Chapitre}}, {{Article}}, {{Lien web}} et/ou {{Bibliographie}}. Le mode d'édition visuel peut mettre en forme automatiquement les références.
- Insérer une infobox (cadre d'informations à droite) n'est pas obligatoire pour parachever la mise en page.

Pour une aide détaillée, merci de consulter Aide:Wikification.
Si vous pensez que ces points ont été résolus, vous pouvez retirer ce bandeau et améliorer la mise en forme d'un autre article.
 (juillet 2021).
Il existe plusieurs formes d'entreprises en France pour pratiquer l'assurance. Toutes n'ont pas les mêmes finalités, les mêmes méthodes de fonctionnement, et toutes ne peuvent pas exercer les mêmes branches de l'assurance.

## Les sociétés anonymes d’assurance (SAA)
Les sociétés anonymes d'assurance sont des sociétés de capitaux à but lucratif, avec des actionnaires, régies par le Code des assurances. Elles proposent des primes fixes sans rappel ou ristourne en fin d’année, quels que soient leurs résultats. Elles peuvent pratiquer toutes les branches d’assurance, en respectant les principes d’agrément de l’ACPR. Elles n’ont aucune limite territoriale (l’exercice de leurs activités à l’étranger est possible) et ont la possibilité de faire distribuer leurs contrats par des intermédiaires rémunérés.

### Exemples de sociétés anonymes d'assurance françaises
- AXA
- CNP

## Les sociétés d'assurance à forme mutuelle (SAM)
Les sociétés d'assurance à forme mutuelle sont des sociétés de personnes à but non lucratif, sans actionnaires mais avec des sociétaires qui participent aux décisions de gestion, soit en assistant aux assemblées générales, soit en étant représentés par les délégués qu’ils ont élus. Les sociétés d'assurance à forme mutuelle sont régies par le Code des assurances. Elles peuvent pratiquer toutes les branches d’assurance, si leurs cotisations sont fixes. Si les cotisations sont variables, elles ne sont pas autorisées à pratiquer l'assurance vie. Elles n’ont pas de limitation, sauf si leurs statuts prévoient des conditions d'adhésion limitées à une catégorie professionnelle ou à un territoire géographique. Enfin, elles ont la possibilité de faire distribuer leurs contrats par des intermédiaires rémunérés, seulement si leurs statuts les y autorisent.

### Exemples de sociétés d'assurance à forme mutuelle françaises
- GMF
- MACIF
- MAIF

## Les mutuelles ou mutuelles 45
Les mutuelles ou mutuelles 45 sont des sociétés de personnes à but non lucratif, immatriculées au registre national des mutuelles, avec des sociétaires qui participent aux décisions de gestion, soit en assistant aux assemblées générales, soit en étant représentés par les délégués qu’ils ont élus. Elles sont régies par le Code de la mutualité et ne peuvent pas pratiquer toutes les branches d’assurance.
Elles interviennent historiquement dans la couverture des risques de santé et de prévoyance pour des branches professionnelles. Elles gèrent également certaines cotisations retraites de ces mêmes branches, par délégation de la Sécurité sociale. Les mutuelles ont très souvent une origine professionnelle ou régionale.

### Exemples de mutuelles françaises
- Harmonie Mutuelle
- La Mutuelle Générale
- La MGEN

## Les institutions de prévoyance (IP)
Les institutions de prévoyance sont des sociétés de personnes à but non lucratif, gérées de manière paritaire par des représentants des employeurs et des représentants des salariés. Elles sont régies par le Code de la Sécurité sociale et ne peuvent pas pratiquer toutes les branches d’assurance. Les IP sont surtout spécialisées en assurances collectives de prévoyance et de retraite au profit des salariés. Elles ont souvent des limitations, sauf si leurs statuts ne prévoient pas des conditions d'adhésion limitées à une catégorie professionnelle ou à un territoire géographique.

### Exemples d'institutions de prévoyances françaises
- AG2R Prévoyance
- Klésia

## Les entreprises d'assistance
Les entreprises d'assistance sont des entreprises indépendantes ou des filiales de sociétés d’assurance soumises à l’agrément et à la supervision de l’ACPR et régies par le Code des assurances ou par le Code de la mutualité. Elles mobilisent et coordonnent à tout moment les compétences et les moyens nécessaires pour apporter une aide à tout assuré ou sociétaire en difficulté et interviennent autant en complément de contrats d’assurance de dommages aux biens que de contrats d’assurance de personnes.

### Exemple d'entreprises d'assistance françaises
- Axa Assistance
- Europ Assistance
- Inter Mutuelles Assistance